# Comolia leptophylla
Comolia leptophylla là một loài thực vật có hoa trong họ Mua. Loài này được (Bonpl.) Naudin mô tả khoa học đầu tiên năm 1850.